# خاردرخت
خاردرخت (نام علمی: Vachellia) نام یک سرده از زیرخانواده کهوریان است.

## گونه‌ها
- آکاسیای آنگادا Vachellia anegadensis
- آکاسیای اسچافنری Vachellia schaffneri
- آکاسیای بومی Vachellia origena
- آکاسیای پیچ‌خورده Vachellia tortuosa
- آکاسیای چتری Vachellia tortilis
- آکاسیای حبشی Vachellia abyssinica
- آکاسیای خارسفید Vachellia constricta
- آکاسیای خوشبو Vachellia aroma
- آکاسیای دشت سیلابی Vachellia kirkii
- آکاسیای زاپاتایی Vachellia zapatensis
- آکاسیای سیاه‌شاخه Vachellia rigidula
- آکاسیای شاخ‌گاوی Vachellia cornigera
- آکاسیای کارو Vachellia karroo
- آکاسیای کالیفرنیا Vachellia californica
- آکاسیای کوهی Vachellia montana
- تج Vachellia oerfota
- تج عطری Vachellia caven
- تیغ شتری Vachellia erioloba
- خار سوت‌زن Vachellia drepanolobium
- درخت عنبر Vachellia farnesiana
- سلم Vachellia flava
- کرت Vachellia nilotica
- واچلیا سیال Vachellia seyal
- واچلیا سیبریانا Vachellia sieberiana
- واچلیا هریدا Vachellia horrida